# Sistema de Vigilância da Amazônia

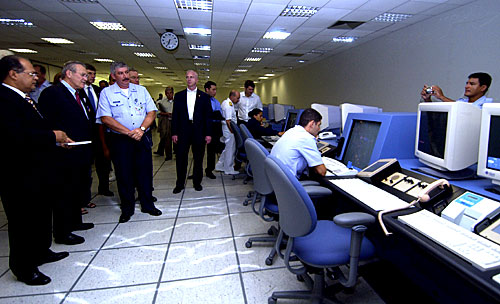
Secretário da Defesa dos EUA Donald H. Rumsfeld visita o SIVAM em 23 de março de 2005.

O Sistema de Vigilância da Amazônia ou SIVAM, é um projeto elaborado pelos órgãos de defesa do Brasil, com a finalidade de assegurar o espaço aéreo da Amazônia. Conta com uma parte aérea, o Sistema de Proteção da Amazônia, ou SIPAM.
Este projeto visa atender a um antigo anseio das forças armadas, cujo desejo era a presença das forças armadas brasileiras na Amazônia, com a finalidade de fazer frente às manifestações de líderes internacionais contra os direitos do povo brasileiro sobre esta região. Os sucessivos projetos de internacionalização da Amazônia expurgaram esta percepção de ameaça sobre a soberania territorial da Amazônia Brasileira.
Para fazer frente a este tipo de ameaça, as Forças Armadas, juntamente com pesquisadores civis da região Amazônica, propuseram a construção de uma ampla infraestrutura de apoio à vigilância aérea e comunicação na região amazônica. Como parte do projeto SIVAM, foi construída a infraestrutura necessária para suportar a fixação de enormes antenas de radar, sistemas de comunicação, bem como de modernas aparelhagens eletrônicas. Também faz parte desta infraestrutura a integração com o satélite brasileiro de sensoriamento remoto, que permite fiscalizar o desmatamento na Amazônia.

## Estrutura
O SIVAM tem como finalidade o monitoramento da Amazônia Legal (que compreende a Região Norte do Brasil, o estado do Mato Grosso e parte do estado do Maranhão). Para tanto, foram criados subsistemas de monitoramento com os seguintes objetivos:
- Monitoramento da atividade aérea - cuja responsabilidade é Comandar a Aeronáutica, envolvendo a FIR Amazônica. Inclui no seu acervo de sensores, radares bidimensionais e tridimensionais, bem como a capacidade de integrar informações de aviões de alarme aéreo antecipado AEW, integrados por meio de enlace de dados;
- Monitoramento da região amazônica - cuja responsabilidade é da Casa Civil da Presidência da República, através do SIPAM. Suas capacidades vão desde o monitoramento da mata amazônica, unidades de conservação, meteorologia, vigilância do espectro eletromagnético, vigilância terrestre e célula de comando e controle de operações.

O equipamento necessário para a montagem do sistema foi fornecido pela empresa estadunidense Raytheon e pelas empresas brasileiras Atech e Embraer.
O SIVAM troca informações com o Sistema de Proteção da Amazônia – SIPAM e com o Sistema de Controle do Espaço Aéreo, trabalhando de maneira integrada entre si.

## O governo brasileiro e a construção do SIVAM
A instalação do apoio dessas antenas, foi concebido segundo seu alcance pretendido e pela Secretaria de Assuntos Estratégicos da Presidência da República SAE/PR, ao final da década de 1980, em parceria com os Ministérios da Justiça e da Aeronáutica do Brasil, durante o governo do Presidente José Sarney. Dentre os projetos de ocupação e defesa da Amazônia desenvolvidos inicialmente estavam os estudos que resultariam no projeto SIVAM-SIPAM e o projeto Calha Norte. Parcialmente paralisados no período Collor, esses projetos seriam retomados no governo Itamar Franco.
Em 1993, o presidente Itamar Franco, após ouvir o Conselho de Defesa Nacional, decretou que o projeto não seria alvo de licitação, dentro da legislação em vigor. Desta forma, no ano de 1994, deu-se início ao processo de seleção da proposta vencedora.
No governo Fernando Henrique Cardoso, o processo de seleção foi modificado, tornando-se uma licitação. A disputa se concentrou entre dois grupos, o americano Raytheon e o grupo francês Thomson. Após pesado lobby da diplomacia americana e de denúncias de espionagem e grampos telefônicos por parte da CIA, e oferta de empréstimo por parte do Eximbank dos Estados Unidos, em 1995 sagrou-se vencedora a proposta da Raytheon.
O contrato final foi de US$ 1,4 bilhão, o maior investimento individual na área de defesa feito pelo Brasil nos anos 1990.
No pedido de proposta, o Brasil descreveu que existiria uma empresa integradora brasileira, com a responsabilidade de fazer a interface entre o que estava sendo realizado no Brasil com o produzido nos Estados Unidos da América. Esta empresa era a ECA.
O Sivam foi finalmente inaugurado em 25 de julho de 2002 pelo Presidente Fernando Henrique.

## O SIVAM do Comando da Aeronáutica

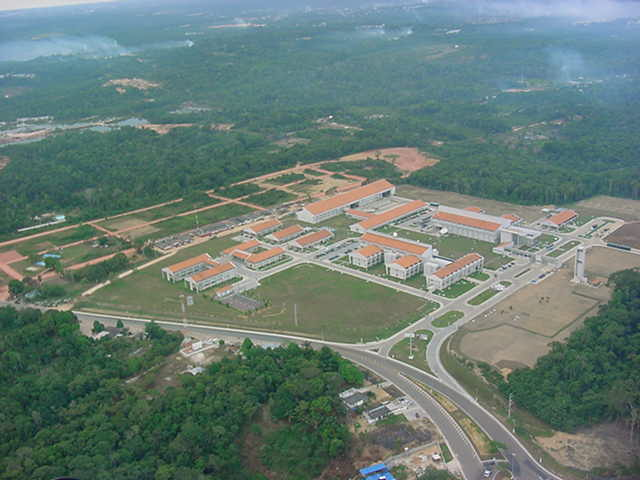
O conjunto de prédios do SIVAM em Manaus - Julho de 2002.

O Comando da Aeronáutica recebeu um grande número de equipamentos e sistemas de computação com o objetivo de aumentar a segurança do voo e a vigilância do espaço aéreo brasileiro na região amazônica.

### Unidades do Departamento de Controle do Espaço Aéreo
O Quarto Centro Integrado de Defesa Aérea e Controle de Tráfego Aéreo (CINDACTA IV), com sede em Manaus, Amazonas, foi o órgão do Comando da Aeronáutica que recebeu o maior acervo de equipamentos e sistemas do IML. Foram atualizados dezesseis destacamentos nas cidades: São Luís, Macapá, Belém, Manaus (dois destacamentos), Porto Velho, Rio Branco, Boa Vista, Jacareacanga, Imperatriz, Santarém, São Gabriel da Cachoeira, Tabatinga, Guajará-mirim, Tefé e Tiriós.

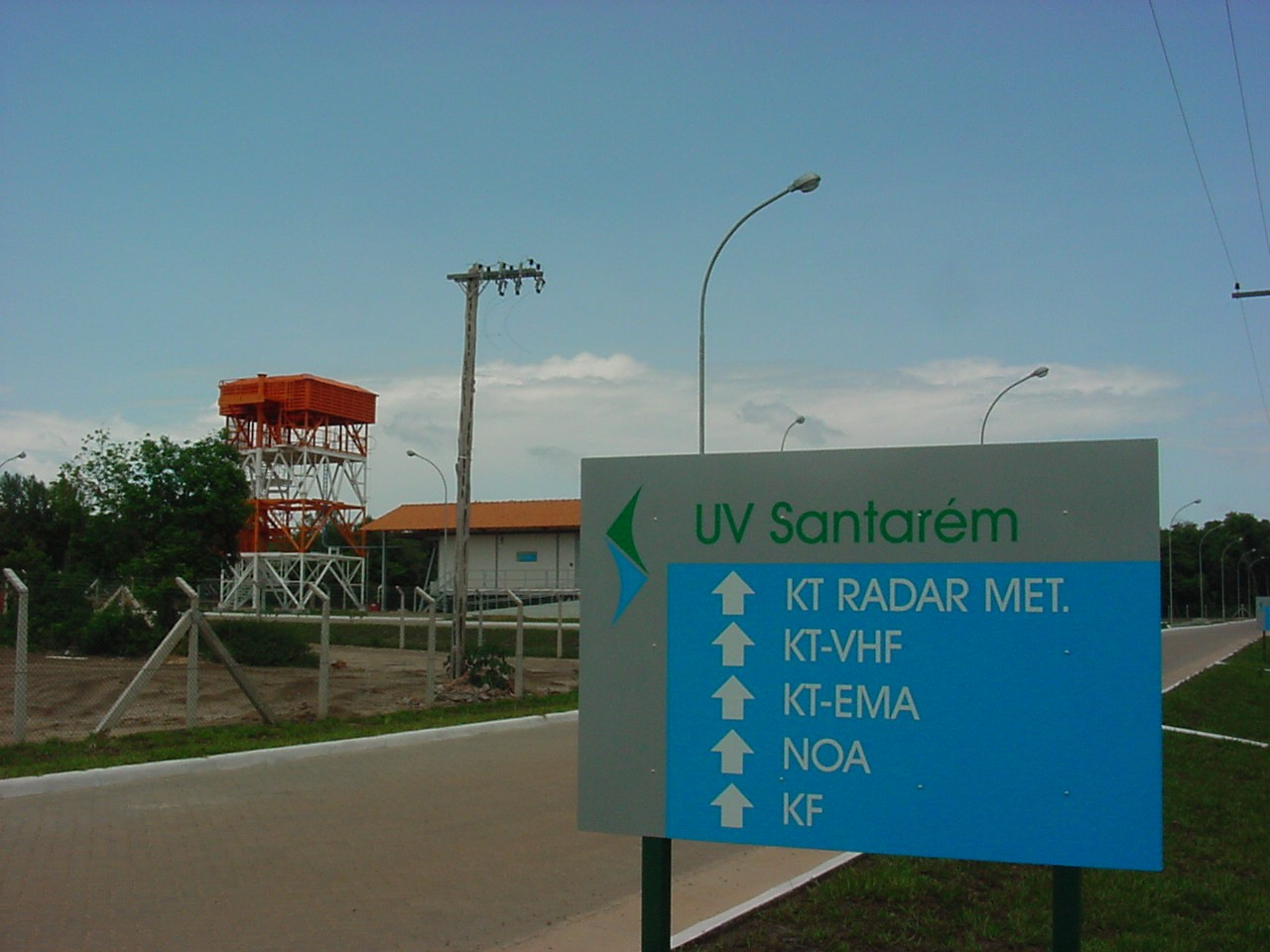
A entrada do Destacamento de Santarém em construção - janeiro de 2003.

O projeto também criou novas unidades em Cruzeiro do Sul, Cachimbo, São Félix do Araguaia, São Félix do Xingu, Manicoré, Porto Esperidião, Eirunepé, Sinop e Vilhena.

### Unidades do Comando-geral de Operações Aéreas
O 2º/6º Grupo de Aviação, com sede em Anápolis-GO, foi o esquadrão aéreo equipado com as aeronaves E-99 e R-99, respectivamente de Alarme Aéreo Antecipado e Reconhecimento por sensoriamento remoto, recebidas do SIVAM. Estas começaram a operar em 2002 e participam diariamente de operações militares, de coletagem de informações para o controle do desmatamento na região, bem como em alguns casos de resgates, como na busca do Gol 1907 na Serra do Cachimbo em setembro de 2006 e na queda da aeronave da Air France (voo 447) próxima a Fernando de Noronha.
O 1º/6º Grupo de Aviação recebeu a partir de 2005 aeronaves Bandeirante, EMB 110, com um sensor multi-espectral instalado, com a função de sensoriamento remoto e com várias aplicações militares e civis.
O 1º/4º Grupo de Aviação foi o escolhido em 2010 para o emprego de aeronaves de caça F-5 EM/FM na defesa aérea da região. Todos os caças F-5 utilizados dentro do SIVAM-SIPAM foram modernizados recentemente pela empresa brasileira Embraer.
O 7°/8° Grupo de Aviação (7º/8º GAV), o Esquadrão Harpia, com helicópteros H-60L (Sikorsky UH-60L Black Hawk).
O 1°/9° Grupo de Aviação (1º/9º GAV), o Esquadrão Arara, o último esquadrão da FAB a utilizar os C-115 (De Havilland DHC-5 Buffalo), sendo que já recebeu as aeronaves CASA/EADs C-295, fabricados na Espanha, aqui denominados de C-105 Amazonas.
Além destas aeronaves, foram entregues quatro HS-800XP para o Grupo Especial de Inspeção em Voo (GEIV), com sede no Rio de Janeiro.

## O SIVAM da Casa Civil da Presidência da República
O Projeto SIVAM entregou para a Casa Civil um Centro de Coordenação Geral (CCG), responsável pelo planejamento e controle dos trabalhos a serem executados pelo SIPAM, e três centros técnicos-operacionais, responsáveis pela execução das tarefas nas suas regiões de abrangência, tendo como função defender a Amazônia.

## O SIVAM dos Estados da Amazônia Legal
Em 1999, a presidência da Comissão para Implantação do SIVAM verificou que no projeto existia uma lacuna, a participação dos Governos Estaduais. Com o objetivo de preenchê-la, foram criados os centros estaduais de usuários do SIVAM.

## Outras entidades beneficiadas pelo SIVAM
O Projeto SIVAM não foi exclusivo destes órgãos do Governo. Outras agências e instituições foram atualizadas com fornecimentos.

### INPE
O Instituto Nacional de Pesquisas Espaciais foi o primeiro órgão do Governo Brasileiro a receber os equipamentos do Projeto SIVAM. Uma nova estação de recepção de imagens satélites em Cuiabá e os respectivos softwares atualizados na unidade de Cachoeira Paulista entregues em 1998 - 1999, aumentaram a capacidade de recepção de imagens dos satélites Landsat, Spot entre outros.

### INMET
A implantação de um supercomputador no Instituto Nacional de Meteorologia foi o grande avanço imposto pelo Projeto SIVAM, possibilitando aquele órgão aumentar a qualidade de suas previsões, baseadas em modelos numéricos avançados.

### ANA
Sensores de qualidade das águas foram instalados e fornecidos para a Agência Nacional de Águas. Estes sensores, implantados em vários rios da Região Amazônica, através do cruzamento de dados via satélite, provém várias informações para contribuir com o controle das águas fluviais da região.

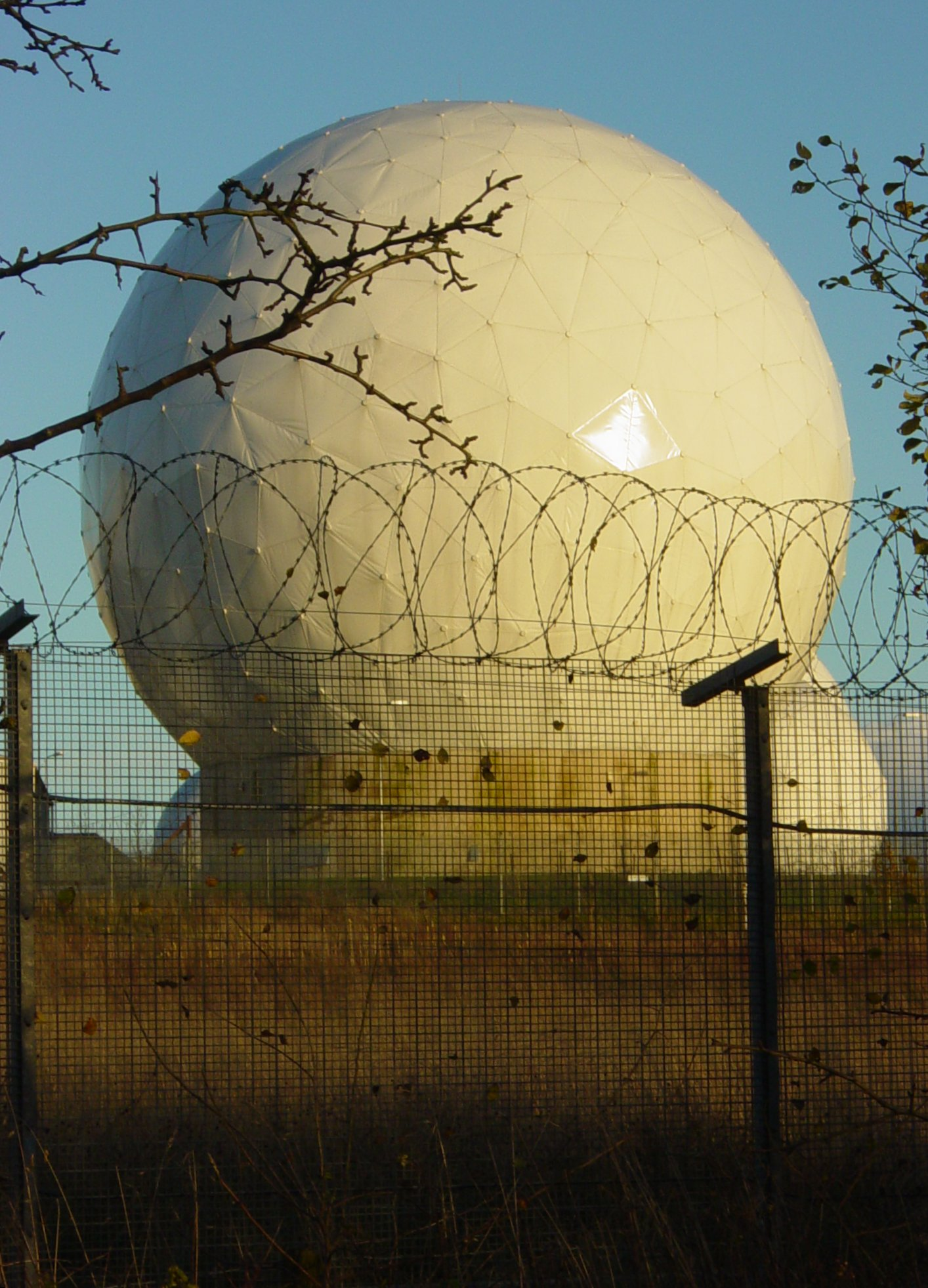
Uma das cúpulas geodésicas situadas na base RAF Menwith Hill, usadas para esconder a direção de antenas e equipamentos do sistema Echelon

## Espionagem pelo governo americano
Segundo o relatório de investigação feita pelo Parlamento Europeu em 2001, o Echelon, operado pelos Cinco Olhos, foi usado pelos EUA para colaborar com a empresa americana Raytheon por ocasião da concorrência, lançada pelo governo brasileiro, por serviços e equipamentos para o sistema de vigilância da Amazônia, o SIVAM. Os americanos venceram a disputa.